# Борловеній-Векі
Борловеній-Векі (рум. Borlovenii Vechi) — село у повіті Караш-Северін в Румунії. Входить до складу комуни Прігор.
Село розташоване на відстані 320 км на захід від Бухареста, 42 км на південний схід від Решиці, 112 км на південний схід від Тімішоари.

## Населення
За даними перепису населення 2002 року у селі проживали 560 осіб.
Національний склад населення села:
| Національність | Кількість осіб | Відсоток |
| -------------- | -------------- | -------- |
| румуни         | 548            | 97,9%    |
| цигани         | 11             | 2,0%     |

Рідною мовою назвали:
| Мова      | Кількість осіб | Відсоток |
| --------- | -------------- | -------- |
| румунська | 552            | 98,6%    |
| циганська | 8              | 1,4%     |